# Ermitage Saint-Cyr de Durro
Ne doit pas être confondu avec Ermitage Saint-Cyr de Taüll.
L'ermitage Saint-Cyr (catalan : ermita de Sant Quirc) est une chapelle isolée, située sur le territoire du village de Durro, commune de La Vall de Boí, dans la comarque d'Alta Ribagorça, province de Lérida, en Catalogne (Espagne).

## Présentation
L'ermitage Saint-Cyr de Durro est un des hauts lieux de l'art roman dans cette vallée qui réunit des édifices remarquables : elle fait partie des neuf églises romanes de la Vall de Boí inscrites en novembre 2000 sur la liste du patrimoine mondial de l'UNESCO.
La chapelle se trouve à 1 498 m d'altitude, dominant un vaste panorama fermé par les massifs du Comaloforno et des Besiberri. Un sentier permet d'atteindre le petit lac de Durro à 2 250 m. Elle est dédiée à saint Cyr de Tarse, saint enfant, fils de sainte Julitte, qui auraient subi ensemble le martyre en 304. Ils sont fêtés le 16 juin et la romeria, pèlerinage et fête traditionnels, a lieu ce jour à l'ermitage.

## Architecture
La chapelle présente un plan d'une nef unique, voûtée en berceau, terminée par une abside semi-circulaire voûtée en cul de four. Une banquette de maçonnerie fait le tour de la nef. L'édifice possède trois ouvertures : une fenêtre étroite en meurtrière au centre de l'abside, un oculus au-dessus de l'abside, éclairant la nef, et une autre meurtrière sur la façade ouest. Le portail d'entrée, sur la façade sud, présente un arc en plein cintre. L'appareil de la construction est régulier et organisé en lits horizontaux.
La chapelle, construite au XIIe siècle, semble avoir subi des remaniements, la couverture de la nef ayant été rehaussée. Le clocher-mur à deux baies a été reconstruit lors de la dernière restauration. L'édifice présente des points communs avec ceux de Saint-Clément d'Iran et Saint-Martin de Llesp.

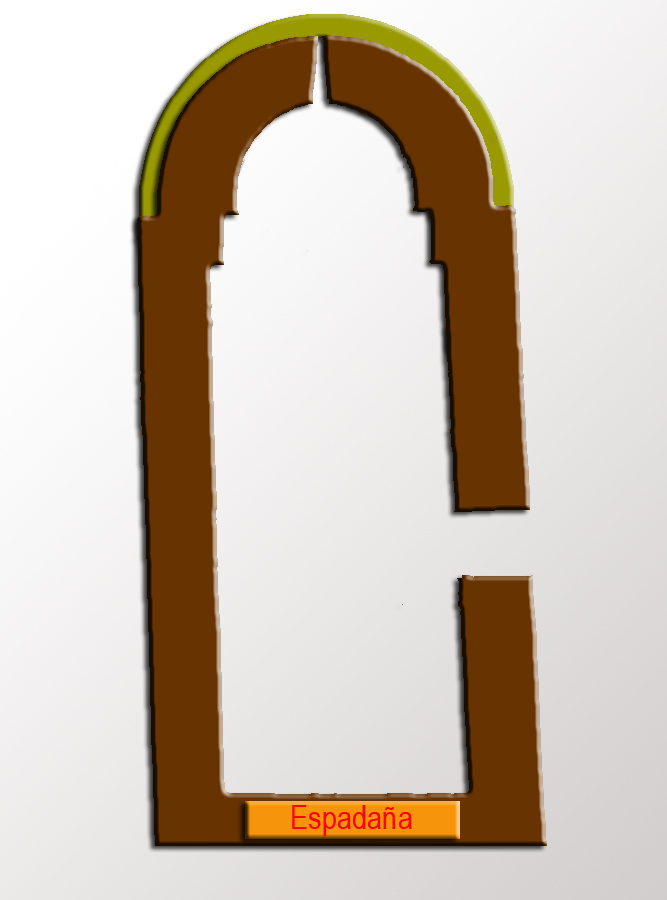
Plan de la chapelle
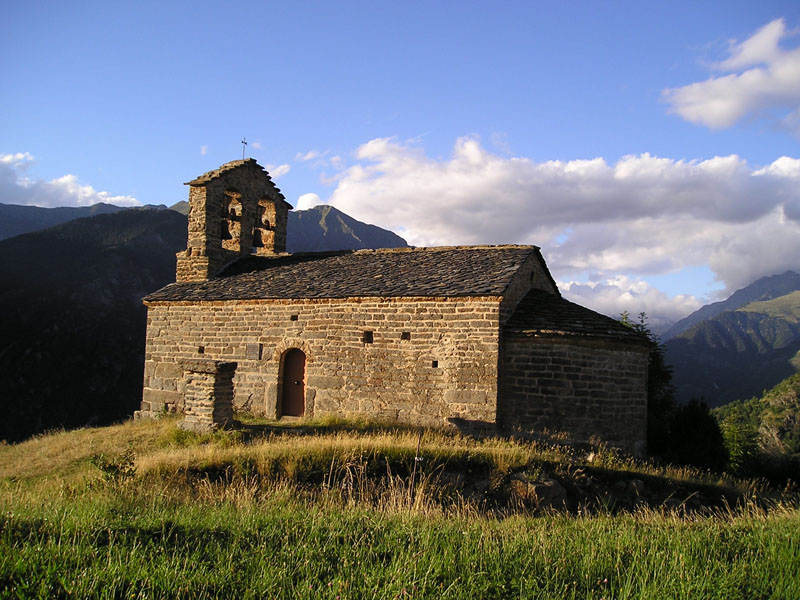
Vue générale de la chapelle
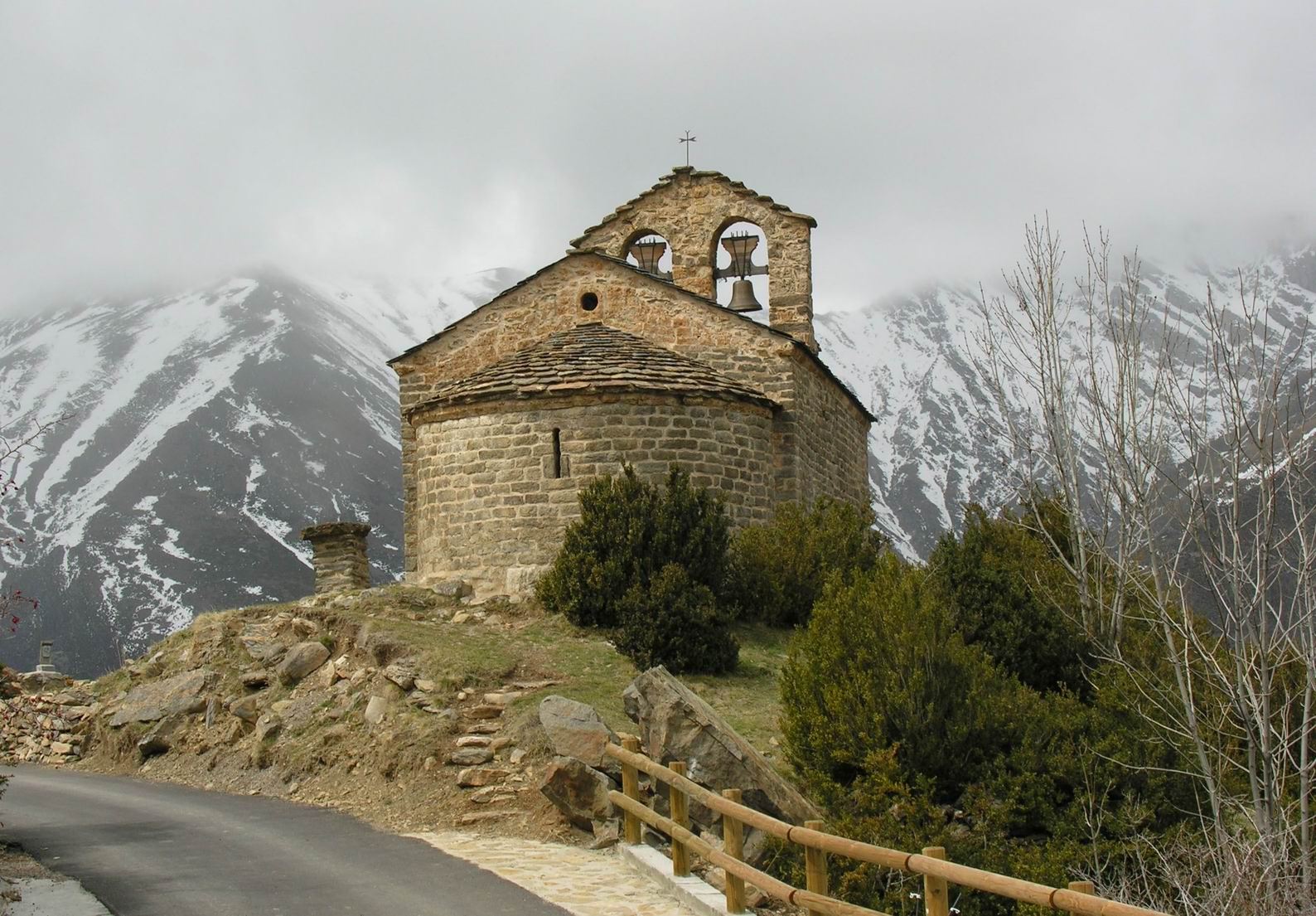
Abside
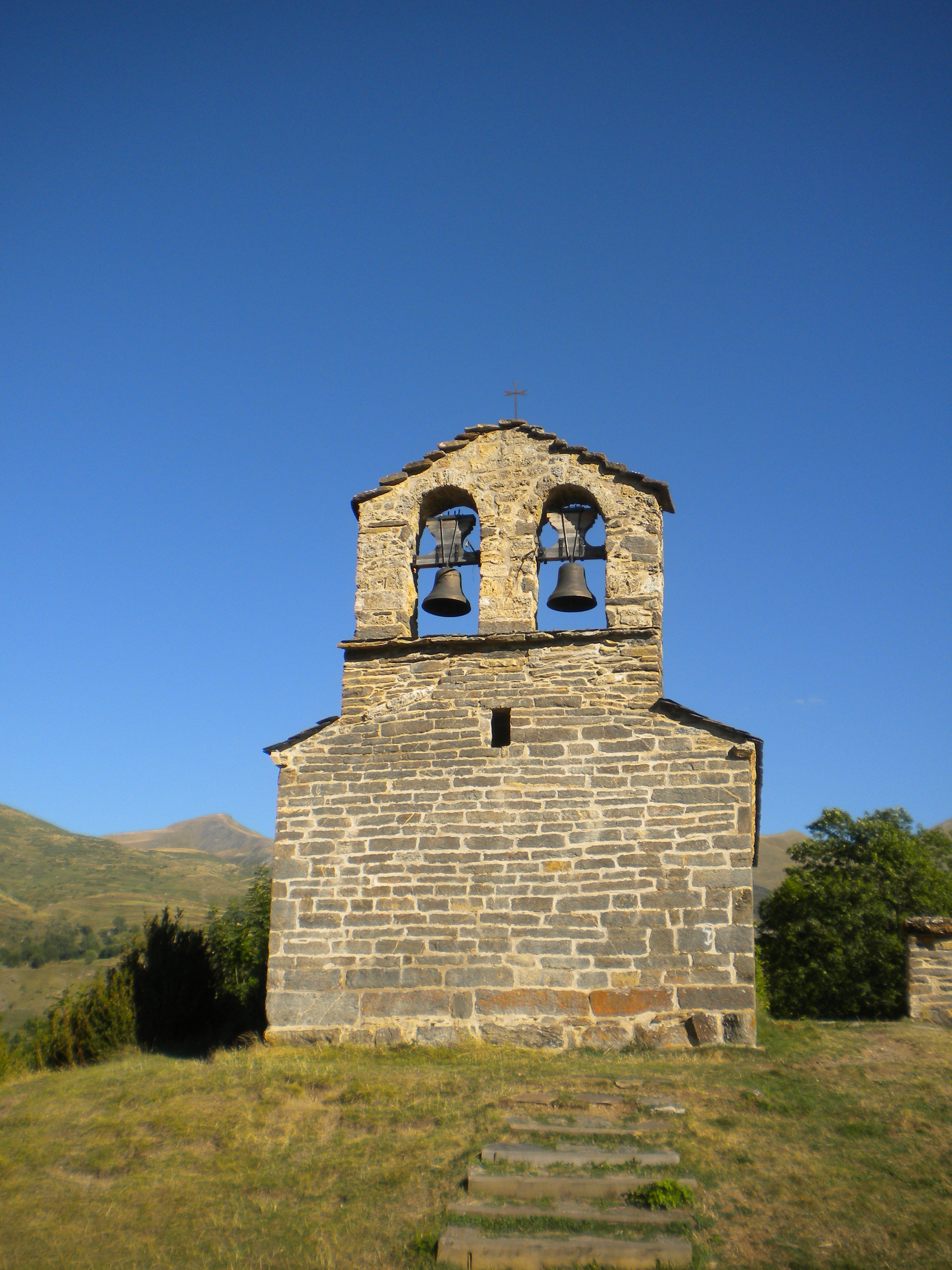
Façade occidentale et clocher-mur

## Intérieur
L'intérieur de Saint-Cyr de Durro présentait un élément de premier ordre : le devant d'autel, représentant le martyre de saint Cyr et de sainte Julitte, une œuvre majeure de la peinture romane catalane, acquis en 1923 et exposé au Musée national d'art de Catalogne (MNAC). Il s'agit d'une peinture sur panneau, dans un style qui rappelle les peintures des églises de Taüll et Boí, et certaines analogies avec les fresques de Sainte-Marie de Valencia de Aneu. Organisée autour d'une mandorle centrale où se trouvent la mère et l'enfant, identifiés par des textes, la composition montre en quatre rectangles les divers supplices subis par Cyr, qui est représenté comme un adulte, aussi grand, voire plus, que ses bourreaux, conformément à la tradition picturale hagiographique du Moyen Âge. Dans la légende « initiale », Cyr, âgé entre trois mois et trois ans, a la tête fracassée sur les marches du tribunal, puis Julitte subit divers supplices avant d'être mise à mort. Dans les légendes ultérieures c'est le personnage de Cyr qui prend le pas sur sa mère et c'est lui qui subit les supplices.

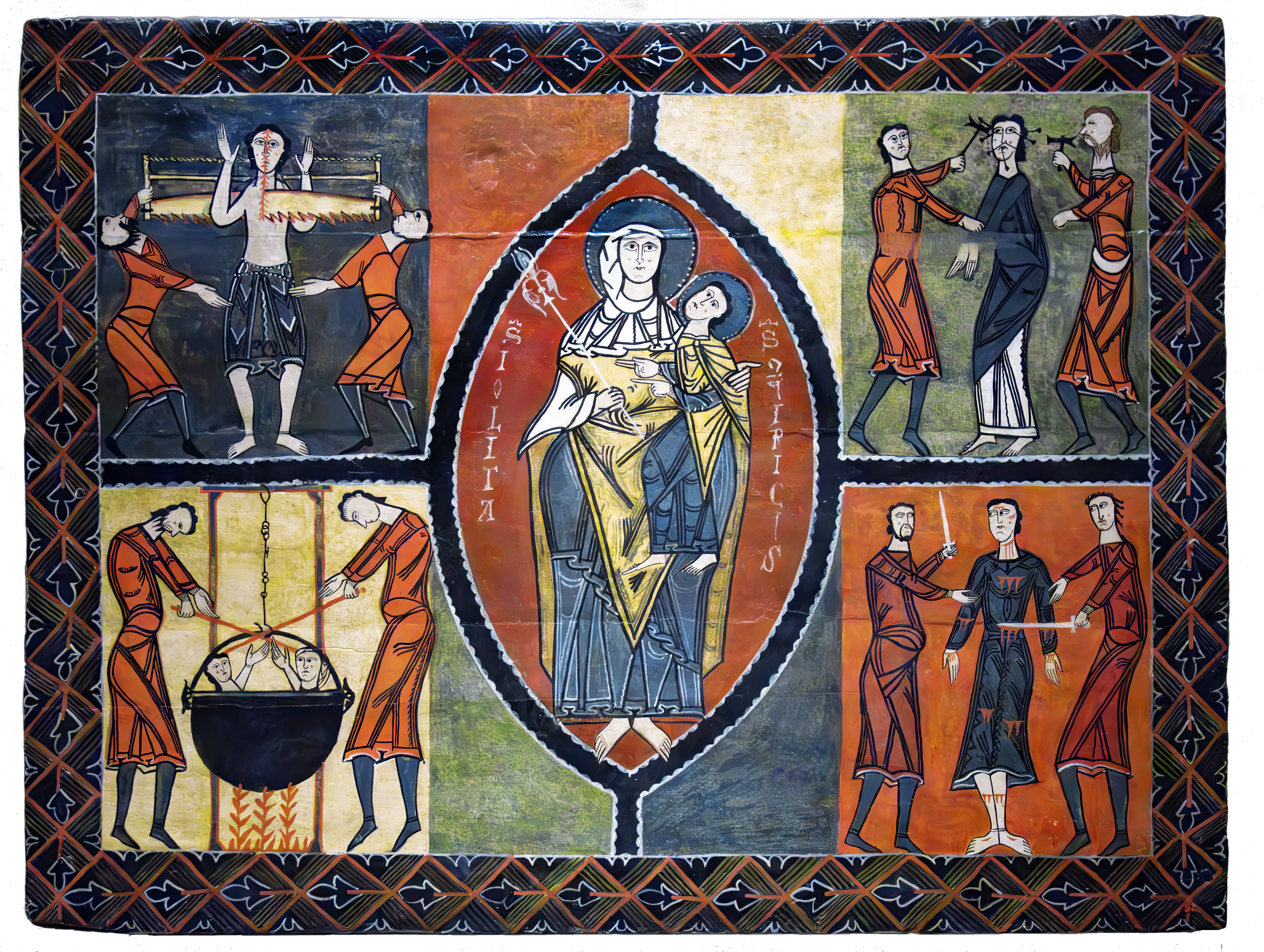
Devant d'autel : martyre de saint Cyr et sainte Julitte

Chaque scène s'articule en un rythme ternaire, le personnage du saint (en vêtement noir, ou un élément noir — le chaudron — entre deux bourreaux symétriques vêtus de rouge, qui le scient en deux, le font bouillir avec sa mère dans un chaudron, plantent des clous dans sa tête (caractéristique de plusieurs légendes hagiographiques catalanes) et le lardent de coups d'épée. Ces scènes choisies parmi les plus spectaculaires des versions de la Légende dorée, sont traitées avec une grande sobriété, dans une gamme de couleurs restreinte, rouge, vert, jaune et noir.